# Jacques Louis François de Tilly
Pour les articles homonymes, voir Tilly.
Jacques Louis François de Tilly, alias Jacques Charles Tilly, désigné à tort Delaistre Tilly, né le 2 février 1759 à Vernon (donné à tort né le 2 février 1749) et mort le 10 janvier 1822 à Paris, est un général français de la Révolution et de l’Empire.

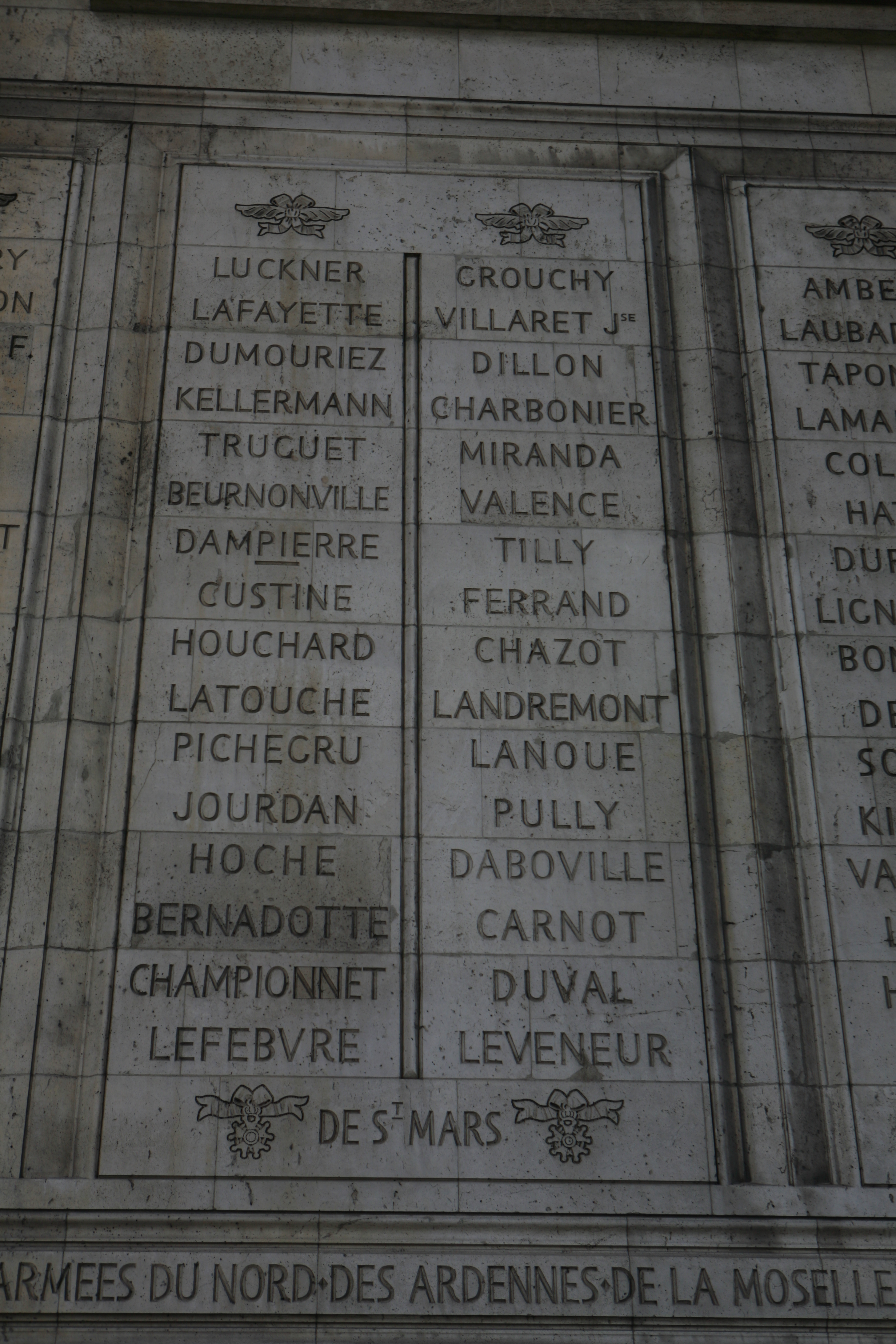
Noms gravés sous l'arc de triomphe de l'Étoile : pilier Nord, 3e et 4e colonnes.

## État des services
Il entre en service comme volontaire dans le régiment de Soissonnais le 1er mars 1761, et il fait les campagnes de 1761 et 1762 en Allemagne, puis il obtient son congé le 20 juin 1767. Le 12 août 1767 il reprend du service en qualité de gendarme. 
Le 1er février 1781 il est nommé lieutenant dans le régiment d'Aunis. Il assiste aux sièges de Mahon en 1782 et de Gibraltar en 1783. Le 8 janvier 1786 il est affecté au régiment de Bretagne infanterie, il passe sous-lieutenant en premier le 5 avril 1787, et capitaine dans la garnison de la marine le 18 mars 1788. Il est fait chevalier de Saint-Louis le 18 mai 1790, et il est réformé le 20 mars 1791.
Le 10 mai 1792 il reprend du service au 6e régiment de cavalerie, et il est nommé lieutenant-colonel le 17 juin 1792 au 14e régiment de dragons. Il reçoit son brevet de colonel le 26 octobre 1792 dans ce même régiment, et il en prend le commandement le 29 novembre suivant. Chargé par le général Dumouriez en mars 1793 de la défense de la place de Gertruydenberg, il résiste pendant trois semaines à des forces bien supérieures. Sommé plusieurs fois de se rendre à discrétion, il répond qu’il saurait mourir, et il obtient enfin de sortir de la place avec tous les honneurs de la guerre.
Il est promu général de brigade le 21 avril 1793 à l’armée des côtes de Cherbourg, où il obtient de grands avantages sur les Vendéens. Général de division le 2 décembre 1793, il est démis de ses fonctions le 7 mars 1794.
Il est réintégré le 18 janvier 1795 et le 19 mars suivant il prend le commandement de la réserve de l’armée de Sambre-et-Meuse. Il se couvre de gloire à Hoechst près de Nadda, le 12 octobre 1795. Le 22 décembre 1795 il passe à l’armée du Nord et reçoit, le 15 mars 1796 le commandement des départements de la Dyle, de l’Escaut, de la Lys, de Jemappes et des Deux-Nèthes. Il est destitué le 25 août 1796 et il est remis en activité le 14 septembre 1796 à l’armée de Sambre-et-Meuse. Le 13 février 1797 il est mis en congé de réforme, et le 23 avril 1797 il est remis en activité à l’armée de Sambre-et-Meuse.
Le 11 février 1798 il devient inspecteur général d’infanterie et de cavalerie en Hollande et le 7 juillet 1799 il commande les huit départements réunis. Le 13 septembre 1799 il est employé sous les ordres du général Brune qui commande en Hollande, et le 8 décembre 1799 il est nommé inspecteur général de la cavalerie en Batavie. Le 27 décembre 1799 il prend le commandement de la 15e division militaire, puis le 9 janvier 1800 il passe à l’armée d'Angleterre. 
Il est admis au traitement de réforme le 21 mai 1801, et le 16 mai 1802 il remplace le général Dumas comme inspecteur général d’infanterie. Le 2 décembre 1803 il commande les troupes à cheval du camp de Montreuil. Il est nommé chevalier de la Légion d’honneur le 11 décembre 1803, et promu commandeur le 14 juin 1804.
En 1805 il reçoit le commandement de la cavalerie du 6e corps de la Grande Armée, et le 25 octobre 1808 il est envoyé à l’armée d’Espagne. Il est créé chevalier de l’Empire le 25 mars 1809, et le 19 novembre 1809 il participe à la bataille d'Ocaña, où il force les Anglais à mettre bas les armes. Le 2 juin 1811 il est nommé commandant supérieur à Ségovie, et le 23 avril 1812 il est fait baron de l’Empire. Il obtient un congé le 31 juillet 1813.
Le 19 octobre 1813 il reprend ses fonctions d’inspecteur général de cavalerie, et il obtient le titre de comte de l’Empire le 21 janvier 1814.
Lors de la première Restauration, il est fait chevalier de Saint-Louis en juin 1814 par le roi Louis XVIII, et élevé à la dignité de grand-officier de la Légion d’honneur le 27 décembre 1814.
Pendant les Cent-Jours il se rallie à l’Empereur qui le nomme président du collège électoral du Calvados. Élu par ce même collège à la Chambre des représentants, « il garde dans cette Chambre un silence dont plus tard, il tira beaucoup de vanité : » comme si la nullité d’un législateur peut tenir lieu de dévouement. 
Il est admis à la retraite le 4 septembre 1815.
Il meurt le 10 janvier 1822, à Paris. Il est inhumé au Cimetière du Père-Lachaise (39e division).
Il fait partie des 660 personnalités à avoir leur nom gravé sous l'arc de triomphe de l'Étoile. Il apparaît sur la 4e colonne (l’Arc indique TILLY).

## Décorations, titres, honneurs…
- 1814 : Chevalier de Saint-Louis
- 1814 :  Grand officier de la Légion d'honneur
- Grand-croix de l'ordre de l'Aigle rouge de Prusse.
- Une caserne de la ville d'Évreux (aujourd'hui quartier de la commune) a porté son nom.

## Armoiries
| Armoiries | Nom du chevalier et blasonnement |
| --------- | --- |
|           | Chevalier Jacques Louis François de Tilly et de l'Empire, lettres patentes du 25 mars 1809. commandeur de la Légion d'honneur D'or ; au vol ouvert de gueules surmonté d'un fer de hallebarde de même, bordure de gueules au tiers de l'écu chargée au premier point en chef du signe des chevaliers - Livrées : jaune, cramoisi et blanc. |

| Figure | Nom du baron et blasonnement |
| ------ | --- |
|        | Armes du baron Jacques Louis François de Tilly et de l'Empire, décret du 30 juin 1811, lettres patentes du 23 avril 1812, commandeur de la Légion d'honneur Écartelé au premier de sinople, à la tour d'argent, au deuxième des barons tirés de l'armée ; au troisième d'or au lion rampant contourné de gueules ; au quatrième d'azur à six croisettes en fasce rangées trois et trois d'argent - Livrées : les couleurs de l'écu. |

| Figure | Nom du comte et blasonnement |
| ------ | --- |
|        | Armes du comte Jacques Louis François de Tilly, décret impérial du 21 janvier 1814 confirmé par (lettres patentes royales) du 18 novembre 1816. Grand officier de la Légion d'honneur Ecartelé ; au premier des comtes tirés de l'armée ; au deuxième de sinople à la tour donjonnée, d'argent, ouverte, ajourée et maçonnée de sable ; au troisième d'or au lion rampant, de gueules ; au quatrième d'azur à la fasce d'argent accompagnée de six croiettes d'or, trois en chef, trois en pointe, rangées en fasce : pour livrées les couleurs de l'écu, le verd en bordure seulement. |

## Sources
- (en) « Generals Who Served in the French Army during the Period 1789 - 1814: Eberle to Exelmans »
- Thierry Pouliquen, « Les généraux français et étrangers ayant servis [sic] dans la Grande Armée » (consulté le 8 mars 2015)
- « La noblesse d’Empire » (consulté le 8 mars 2015)
- Vicomte Révérend, Armorial du premier empire, tome 4, Honoré Champion, libraire, Paris, 1897, p. 311.
- (pl) « Napoléon.org.pl »
- A. Lievyns, Jean Maurice Verdot, Pierre Bégat, Fastes de la Légion-d'honneur, biographie de tous les décorés accompagnée de l'histoire législative et réglementaire de l'ordre, Tome 4, Bureau de l’administration, 1844, 640 p. (lire en ligne), p. 77.